# 텍사스 전기톱 학살 2022
"텍사스 전기톱 학살 2022"(영어: Texas Chainsaw Massacre)는 2022년 공개된 미국의 슬래셔 영화이다. 데이비드 블루 가르시아가 감독을 맡았으며, 1974년 영화 《텍사스 전기톱 학살》의 직접적인 속편(이외 영화들 무시)이다.